# Pseudochirita guangxiensis
Pseudochirita es un género monotípico de plantas herbáceas  perteneciente a la familia Gesneriaceae. Su única especie: Pseudochirita guangxiensis	(S.Z. Huang) W.T. Wang, es originaria de China.

## Descripción
Son hierbas perennifolias que alcanzan hasta 1 m de altura. Las hojas son opuestas, pecioladas, ovales o elípticas y serradas. Las inflorescencia en cimas axilares, pedunculadas, con algunas a varias flores, bracteolas ovales a suborbiculares. Sépalos connados, formando un cáliz campanulado, lóbulos redondeados. Corola blanca, bilabiada. El fruto en forma de cápsula cilíndrica delgada, dehiscente.

## Distribución y hábitat
Se distribuyen por el sur de China (C & W Guangxi) y Vietnam. Se encuentra en los bosques y en las colinas de piedra caliza, a una altitud de 100-300 metros.

## Taxonomía
Pseudochirita guangxiensis fue descrita por (S.Z.Huang) W.T.Wang  y publicado en Botanical research: Contributions from the Institute of Botany, Academia Sinica 1: 22. 1983.
Etimología
Pseudochirita: nombre genérico que deriva del griego ψευδος,  pseudos = falso, y del nombre del género Chirita. 
guangxiensis: epíteto geográfico que alude a su localización en Guangxi.
Sinonimia
- Chirita guangxiensis S.Z.Huang[1][3]